# Observatoire d'Østervold
L'observatoire d'Østervold est un ancien observatoire astronomique situé à Copenhague, au Danemark. Ouvert en 1861 en remplacement de l'observatoire de Rundetårn, il appartient et est géré par l'université de Copenhague (Københavns Universitet).

## Histoire
Le premier observatoire géré par l'université de Copenhague est situé à Rundetårn. Il est inauguré en 1642 en remplacement de l'observatoire Stjerneborg de Tycho Brahe.
En 1861, un nouvel observatoire est construit à Østervold (en), sur les anciennes fortifications de l'endroit. Le professeur et astronome Heinrich Louis d'Arrest est chargé du projet.
D'Arrest utilise l'observatoire pour étudier les nébuleuses. En 1867, il publie un catalogue astronomique qui en recense 1 942.
Alors que d'Arrest utilise le télescope principal, l'astronome H. C. F. C. Schjellerup utilise la lunette méridienne et crée l'un des catalogues d'étoiles de magnitude 8-9 les plus complets de son époque, relevant 10 000 positions au cours de 259 nuits d'observations.
Après d'Arrest, c'est Thorvald Nicolai Thiele qui dirige l'observatoire.
En 1907, Elis Strömgren (en) est nommé professeur et directeur de l'observatoire.

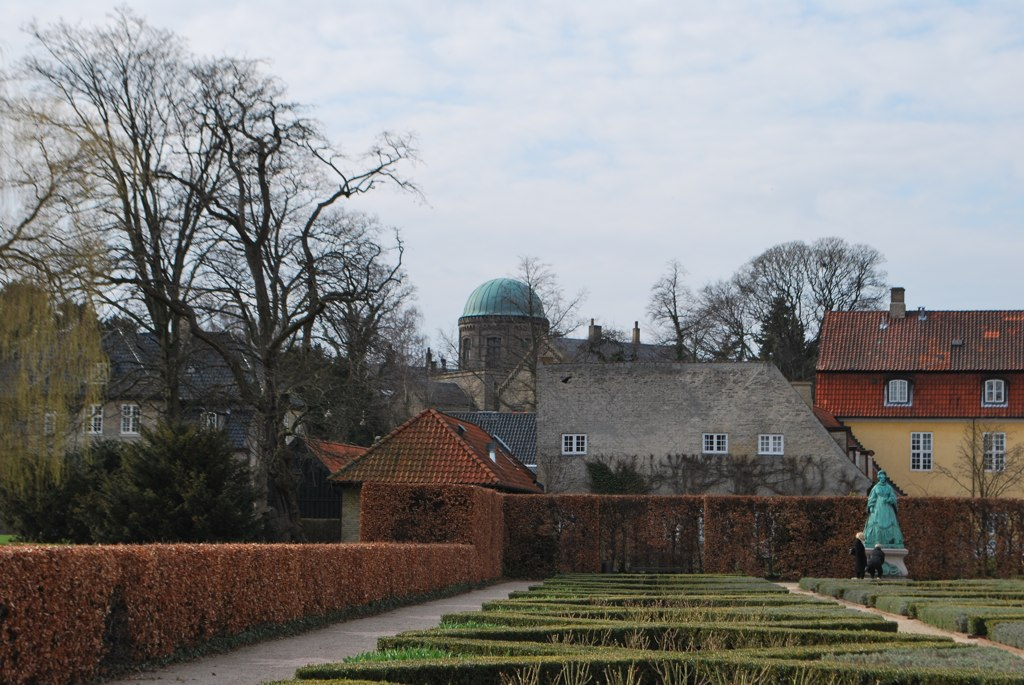
Dôme de l'observatoire vu de Kongens Have.

Lors de la Première Guerre mondiale, le Bureau central des télégrammes astronomiques est déménagé de Kiel, en Allemagne, à l'observatoire d'Østervold. Il demeurera à Copenhague jusqu'en 1965, où il sera déménagé au Smithsonian Astrophysical Observatory de Cambridge, aux États-Unis.
En 1940, le fils d'Ellis Strömgren, Bengt Strömgren, succède à son père à la tête de l'observatoire.
Dans les années 1950, l'observatoire d'Østervold est remplacé par l'observatoire Brorfelde, situé près de la ville de Holbæk.

## Structure
L'observatoire d'Østervold a été conçu par l'architecte Christian Hansen (en). Constitué de trois ailes, l'aile centrale est surmontée d'un dôme où se trouve le principal télescope.

## Instruments
Le premier principal instrument de l'observatoire était un télescope ayant un miroir primaire de 28 cm de diamètre avec une distance focale de 4,9 m. En 1895, il est remplacé par un instrument double constitué d'un télescope de 30 cm de diamètre et d'une lunette astronomique de 20 cm de diamètre.
Le télescope double est toujours dans l'observatoire alors que celui de 1861 est exposé au Steno Museum (en) d'Aarhus.

## Directeurs
1862-1875 : Heinrich Louis d'Arrest

1875-1907 : Thorvald Nicolai Thiele

1907-1940 : Elis Strömgren (en)

1940-1951 : Bengt Strömgren